# Sardijnse boomkikker
De Sardijnse boomkikker (Hyla sarda) is een kikker uit de familie boomkikkers (Hylidae).

## Uiterlijke kenmerken
Het is net als alle in Europa levende boomkikkers een kleine soort van ongeveer 40 millimeter, soms langer tot 50 millimeter. De kleur is zeer variabel, van groen gevlekt in verschillende tinten tot donkergrijs met zwarte vlekken. Van de Europese boomkikker is de soort te onderscheiden door de kortere snuit, waardoor de kop wat breder lijkt. Bij veel exemplaren is een donkere flankstreep te zien, de onderzijde van de achterpoten hebben vaak een lichte bandering, de buik is wit. De huid is korreliger dan veel andere boomkikkers en doet ruw aan.

## Algemeen
Net zoals de Europese- en Mediterrane boomkikker leeft de soort niet in het water, maar wel in de directe omgeving in de rietkraag of in planten. Ook in muurspleten zijn de boomkikkers aan te treffen, maar er is dan altijd water in de directe omgeving. De mannetjes trekken alleen tijdens het voortplantingsseizoen iedere schemering naar het water om met hun luide gekwaak het vrouwtje te verleiden. Ook tijdelijke wateren zoals regenbronnen worden wel als afzetplaats voor de eitjes gebruikt. In veel streken waar de soort voorkomt wordt het 's middags zeer heet, de boomkikker trekt zich dan terug in de schaduw. Ook heeft deze soort een hogere zouttolerantie, en kan beter tegen brak water.

## Verspreiding
De Sardijnse boomkikker komt voor op enkele eilanden in de Middellandse Zee, zoals Corsica en Sardinië, maar ook enkele kleinere eilanden als Capraia, Caprera, La Maddalena, Cavallo, Elba en Saint Pietro. Van enkele andere eilanden wordt vermoed dat de soort daar ook leeft, maar duidelijkheid hierover is er nog niet. Vanwege de geïsoleerde en versnipperde populaties is niet precies bekend hoe het met de soort gaat.